# Anno 1790
Anno 1790 is een Zweeds kostuumdrama tevens politieserie van de zender SVT. De serie ging in première op 24 oktober 2011. De serie is gebaseerd op een origineel idee van uitvoerend producent Johan Mardell en scenarioschrijver Jonas Frykberg. Een tweede seizoen is overwogen, maar daartoe is uiteindelijk niet besloten.

## Verhaallijn
Johan Gustav Dåådh (gespeeld door Peter Eggers) was veldchirurg tijdens de Russisch-Zweedse Oorlog (1788-1790). Een van degenen die hij tijdens de oorlog het leven heeft gered is Simon Freund (gespeeld door Joel Spira), die eigenlijk huisleraar is van de kinderen in het gezin van de politiecommissaris Carl Fredrik Wahlstedt (gespeeld door Johan H:son Kjellgren) in Stockholm. Als de functie van districtscommissaris plotseling vrijkomt, wordt Dåådh als zodanig benoemd. Dat levert hem gelijk een vijand op in de persoon van Olof Nordin (gespeeld door Richard Turpin), die verwacht had de functie te zullen krijgen, maar nu tevreden moet zijn met de baan van gevangenisdirecteur. Dåådh en Freund lossen elke aflevering een misdaad op, meestal een moordzaak.
Op de achtergrond spelen belangrijke ontwikkelingen, zoals de opmars van de revolutionaire ideeën uit Frankrijk (waar de Franse Revolutie in volle gang is) en nieuwe religieuze gevoelens, zoals het piëtisme. Dåådh is in politiek opzicht niet neutraal, maar wil van binnenuit het rechtssysteem veranderen, of op zijn minst verbeteren. Ook maakt hij gebruik van moderne maar nog niet altijd geaccepteerde methoden om moordzaken op te lossen. Zijn leven wordt verder bemoeilijkt door zijn speciale relatie tot Wahlstedts vrouw Magdalena (gespeeld door Linda Zilliacus).

## Rolverdeling
- Peter Eggers - Johan Gustav Dåådh
- Joel Spira - Simon Freund
- Linda Zilliacus - Magdalena Wahlstedt
- Johan H:son Kjellgren - Carl Fredrik Wahlstedt
- Richard Turpin - Olof Nordin
- Josef Säterhagen - Erik Raxelius
- Cecilia Nilsson - Gustava Pettersson
- Jessica Zandén - Greta Ekman
- Thorsten Flinck - Henrik Emanuel Odenstein
- Cecilia Forss - Cajsa Stina Berg
- Philip Zandén - Claes von Graz

## Afleveringen
1. Mellan blod och syrén (Tussen bloed en seringen)
2. Den parfymerade pistolen (Het geparfumeerde pistool)
3. Flyktiga fruntimmer (Vluchtige vrouwen)
4. Godafton, vackra mask (Goedenavond, mooi masker)
5. Syndens lön är döden (Het loon van de zonde is de dood)
6. En skål för schavotten (Een toost op het schavot)
7. Ödets blinda hand (De toekomst hult zich in nevelen)
8. Tärningen är kastad (De teerling is geworpen)
9. De dödas röster (De stemmen van de doden)
10. Ett annorlunda kungarike (Een ander koninkrijk)